# Theodor Lagercrantz
Gustaf Detlof Theodor Lagercrantz, född 4 mars 1842 i Ekebyborna församling, Östergötlands län, död 13 september 1897 i Sundsvall var en svensk jurist, ämbetsman och amatörmusiker.
Lagercrantz tog studenten i Uppsala 1861 och avlade examen till rättegångsverken 1865. År 1866 blev han auskultant vid Göta hovrätt och sedermera extra ordinarie notarie. År 1869 blev han vice häradshövding och var 1877–1887 borgmästare i Vadstena. 
År 1887 öppnade han tillsammans med Ernst Grafström Norrlands juridiska köpmansbyrå i Sundsvall. Han var juridiskt ombud i drätselkammaren och sekreterare i stadsfullmäktiges beredningsutskott. 
Lagercrantz var pianist och komponerade under tiden i Östergötland musiken till spexet "Skeninge möte" och i Sundsvall prologen till invigningen av Sundsvalls teater 1894 samt ordenssällskapet W:6:s högtidssång.